# Popeye Marinarul
Popeye Marinarul este un personaj celebru de benzi desenate și de desen animat, care a debutat în revista de benzi desenate Timble Theatre, în 1929, ca personaj secundar. Personajul a fost creat de E.C. Segar. Acesta este înfățișat ca fiind un marinar musculos, care fumează dintr-o pipă grosolană. Mitul spanacului care îi dă puteri supraomenești s-a născut dintr-o simplă greșeală de tipar, conform căreia această legumă conține de 10 ori mai mult fier ca în mod obișnuit.
Acesta și-a făcut prima apariție pe marele ecran, alături de iubita lui Olive Oyl și rivalul său Bluto într-un desen animat " Betty Boop " din 1933 intitulat chiar Popeye Marinarul, realizat de Frații Dave și Max Fleischer, cei care vor continua seria de desene animate până în 1942, când va începe perioada Famous Studios (1942 - 1957). Este și episodul primei apariții a cântecului "I'm Popeye the Sailor man", compus de Sammy Lerner special pentru acest desen animat.

## Perioada "Fleischer Studios" (1933-1942)
Primele două episoade au avut ca tematică de deschidere melodia: "Strike up the band, for Popeye the Sailor", apoi ajungându-se la cântecul: "I'm Popeye, the Sailor man" ca temă de deschidere. De-a lungul Perioadei "Fleischer Studios" s-au realizat 108 desene animate, 105 dintre ele fiind alb-negru (refăcute color pentru micul ecran la sfârșitul anilor 1980), doar 3 dintre ele fiind color, produse în procedeul Technicolor cu lungime dublă, în care Popeye se întâlnește cu personaje cunoscute din 1.001 de nopți: "Popeye the Sailor meets Sinbad the Sailor" (1936), "Popeye the Sailor Meets Ali Baba's Forty Thieves"(1937), "Aladdin and his wonderful lamp" (1939).
În 1940, Popeye revine în marina americană cu ocazia celui de-Al Doilea Război Mondial (de atunci, Popeye poartă uniforma albă), luptând împotriva japonezilor, câteva episoade fiind chiar interzise sau parțial cenzurate pentru televiziune ulterior, pentru a fi corecte din puncte de vedere politic, eliminându-se astfel stereotipurile japoneze.
De prin anul 1942, frații Fleicher vând studio-ul, desenele animate cu haiosul marinar începând să fie produse de Famous Studios.

## Perioada "Famous Studios" (1942-1957)
Primii ani ai acestei perioade constă în desene animate de propagandă, legate de cel de-Al Doilea Război Mondial, unele episoade fiind chiar interzie în perioada aceea, dintre care cel mai cunoscut rămâne "Spinach for Britain" (1943), în care Popeye luptă împotriva lui Hitler și a japonezilor. De asemenea, unele desene animate au fost interzise la TV, din cauza stereotipurilor japoneze.
În timpul primilor doi ani ai acestei perioade (1942-1943) seria a continuat să fie produsă în alb-negru până la finalul anului 1943, când apare "Her Honor the Mare", în care nepoții identici ai lui Popeye adoptă un cal abandonat. De atunci seria a fost produsă color, în Technicolor, Cinecolor sau Polacolor (ultimele două procedee fiind utilizate la finalul anilor '40). De asemenea, și design-ul personajelor s-a schimbat mult, în principal cel al lui Bluto și al lui Olive Oyl. Wimpy, un personaj dolofan înnebunit după hamburgeri, des întâlnit în filmele animate ale lui Max și Dave Fleiscer, apare doar în câteva episoade din perioada "Famous Studios".
Pentru a se economisi bani s-au refolosit cadre din cele trei filme animate color făcute de Fleischer Studios: "Big Bad Sinbad" (1952), "Popeye makes a movie", "Popeye's premiere", "Spinach Packin' Popeye" etc. și chiar din episoade precedente produse de Famous Studios. În perioada Famous Studios s-au făcut și câteva remake-uri (episoade cu subiect asemănător, însă cu design-ul personajelor și stilul puțin diferit față de cele originale) ale unor desene animate alb-negru făcute de frații Fleischer.
Perioada se încheie cu ultimul desen animat cu Popeye care să fie prezentat pe marele ecran (1957), în care apar doar Popeye și Olive la bordul unui vas bântuit, episodul fiind numit "Spooky Swabs".

## Popeye la TV
În 1956 desenele animate făcute de Famous și Fleischer Studios au debutat pe micul ecran. După 3 ani de la ultimele desene animate produse de Famous Studios, s-a început difuzarea unui serial TV produs de "King Features Syndicate", în doar 2 ani fiind realizate peste 200 de episoade. În acestea, designul personajelor Popeye și Olive fiind asemănătoare celora din "Famous Studios", dar Bluto a revenit la silueta de obez și purta numele de Brutus. Wimpy a apărut mult mai des în serie, decât în perioada când desenele animate erau produse de "Famous Studios".
Seriile ulterioare erau produse de Hanna - Barbera, în care Olive Oyl a revenit la designul inițial, din perioada Fleischer. Apare și seria "Popeye and Son", produsă tot de Hanna-Barbera, în care Olive și Popeye erau căsătoriti și aveau un băiat, pe nume Popeye Jr.
La sfârșitul anilor '80 toate desenele animate alb-negru din perioada Fleischer Studios și cele de la inceputul erei "Famous Studios" au fost refăcute color pentru televiziune, într-un procedeu manual, în Koreea de Sud, versiunile acestea fiind difuzate deceniul ulterior pe postul "Cartoon Network" (în prezent, fiind difuzate pe postul "Boomerang").
În 2000 incepe să fie difuzat pe Cartoon Network "The Popeye Show", serial care conține desenele din era Famous și Fleischer Studios în versiunile lor originale, alb-negru sau color. Desenele animate cu Popeye continuă să ne bucure și azi, fiind difuzate în prezent pe postul "Boomerang".
În România, desenele au fost difuzate, în trecut, pe postul "Boomerang", însă doar disponibile în engleză. Apoi, s-au întors pentru o perioadă în septembrie 2012, iar de data asta desenele au fost difuzate dublate în română (însă numai câteva desene selective din studiourile Fleischer și Famous, fără nici unul de la "King Features Syndicate"). Însă au fost scoase din nou din grilă începând din anul 2013, și nu s-au mai difuzat deloc în România de atunci.

## Personaje
Multe dintre personajele din desenele animate Popeye și-au făcut debutul în benzile desenate "Thimble Theatre", altele, într-un numar mult mai mic, în desene animate:
- Popeye Marinarul - și-a făcut debutul în "Thimble Theatre", prima apariție ecranizată "Popeye the Sailor" - 1933. E inspirat după cineva aievea, pe care E.C. Segar l-a cunoscut în orașul Chester din Illinois. Acesta a fost Frank "Rocky" Fiegel (1868-1947), un muncitor și barman american, provenit din părinți prusaco-polonezi imigranți.
- Olive Oyl - și-a făcut debutul în Thimble Theatre cu mult înaintea lui Popeye. Înaintea apariției marinarului, era iubita lui Hamgravy Harold. Prima apariție ecranizată Popeye the Sailor - 1933. Olive Oyl este deseori răpită de Bluto, rivalul răutăcios al lui Popeye. Vocea ei la început era diferită față de cea de acum. A fost interpretată de mai multe actrițe, dintre care cea mai cunocută este Mae Questel, care a fost și vocea peronajului Betty Boop.
- Bluto (sau Brutus) - și-a făcut debutul în Thimble Theatre, prima apariție ecranizată Popeye the Sailor - 1933. În era Fleicher Studios era un obez, iar în perioada Famous Studios era înfățișat ca un bărbat musculos. Este cel mai mare inamic al lui Popeye, care ar face orice să o răpească sau să o impresioneze pe Olive Oyl.
- Wimpy - și-a făcut debutul în Thimble Theatre, prima apariție ecranizată: I Yam what I Yam - 1933. Un gurmand leneș care ar face orice pentru un hamburger. Este dolofan și poarta în permanență o pălărie. De fiecare dată apare cu un hamburger în mână, într-un episod s-a deghizat în Popeye pentru a lua cina cu hamburgeri în locul lui.
- Swee' Pea - și-a făcut debutul în Thimble Theatre, prima apariție ecranizată: Little Swee' Pea - 1936. Este copilașul adoptat al lui Popeye ( în benzi desenate )/ verișorul cel mic al lui Olive în desene animate. În episodul primei sale apariții se jucase cu animalele grădinii zoologice, iar la final s-a speriat de o jucarie. Apare cu un alt design în era Famous Studios. Numele dat este unul de alint care înseamnă "mazare dulce", dat de Popeye și lui Olive în episodul " Strong to the finich ".
- Poopdeck Pappy - și-a făcut debutul în Thimble Theatre, prima apariție ecranizată: Goonland - 1938. Acesta este un bătrân petrecăreț și vioi și totodată, tatăl lui Popeye. A fost salvat de fiul său Popeye din Goonland, o insulă populată de niște creaturi păroase și ciudate, unde oamenii nu sunt bine veniți. Apare doar în trei episoade în Era Famous Studios, dintre care unul este interzis din cauza conținutului rasist.
- Eugene the Jeep- și-a făcut debutul în Thimble Theatre, prima apariție ecranizată "Popeye the Sailor with the Jeep" - 1938 Este un câine magic african ce poate schimba locul și timpul în favoarea lui. A apărut doar în 2 episoade, al doilea fiind din 1940: " Popeye Presents Eugene the Jeep "
- Pipeye, Pupeye, Poopeye, Peepeye - nu și-au făcut prima apariție în benzi desenate, ci în desenul animat "Wimmin is a Myskery" din 1940, într-o secvență din visul lui Olive, drept fiii ei și ai lui Popeye. Abia în " Pip-eye, Pup-eye, Poop-eye and Peep-eye " din 1942, apar ca nepoții identici ai arhi-cunoscutului marinar. Sunt mai tot timpul obligați de Popeye să mănânce spanac, în ciuda faptului că nu le place.
- Shorty - prietenul și colegul de vas al lui Popeye, nu a fost creat inițial pentru benzile desenate Thimble Theatre și a apărut în doar trei desene animate: "Happy Birthdaze" (1943), "The Marry-Go-Round" (1943) și "Moving Aweigh" (1944).
- Popeye Jr. - fiul lui Popeye și al lui Olive din seria Hanna-Barbera: Popeye and son

## Filmul "Popeye"
În 1980 a avut premiera filmul "Popeye", avându-i ca protagoniști pe Robin Williams (în rolul lui Popeye) și Shelley Duvall (în rolul lui Olive). În film sunt multe numere muzicale, dintre care și arhi-cunoscutul "I'm Popeye, the Sailor Man"; apar multe personaje din scurt-metrajele de până atunci.
- Popeye a mai apărut într-un scurt metraj din 1934, interpretându-și cântecul „I'm Popeye, the Sailor Man”, la fel ca în primul episod. Scurt-metrajul a făcut parte din „Screen Songs”, o serie produsă tot de Fleischer Studios, între 1929-1938.

## Episoade
- Lista de desene animate Popeye (Fleischer Studios)
- Lista de desene animate Popeye (Famous Studios)
- Lista de desene animate Popeye (King Features Syndicate)

## Galerie
- Bride and Gloom (1954).